# Gotō Shinpei
Il conte Gotō Shinpei (後藤 新平?; 24 luglio 1857 – 13 aprile 1929) è stato un politico giapponese.
Ricoprì numerosi ed importanti incarichi: fu capo degli affari civili di Taiwan sotto il dominio giapponese, primo direttore della Ferrovia della Manciuria del Sud, settimo sindaco di Tokyo, primo Capo scout del Giappone, primo direttore della NHK, terzo preside dell'Università di Takushoku, nonché Ministro degli interni e Ministro degli esteri del Giappone.

## Biografia

### Primi anni
Gotō nacque a Isawa, attualmente nella prefettura di Iwate. Entrò nella Facoltà di medicina di Sukagawa, nella prefettura di Fukushima, all'età di 17 anni, e dopo la laurea divenne medico a Nagoya. Nel 1877, prestò servizio come medico del governo durante la ribellione di Satsuma. All'età di 25 anni, divenne presidente della Facoltà di Medicina di Nagoya. Nel 1882 entrò nel Ministero dell'interno.
Nel 1890 Gotō fu inviato dal governo giapponese in Germania per completare i suoi studi. Al ritorno, nel 1892 fu nominato capo del Dipartimento di sanità del Ministero degli interni.

### Taiwan
Durante la Prima guerra sino-giapponese (1894-95) Gotō prestò servizio nel porto di Hiroshima e lavorò alla quarantena dei soldati di ritorno. Il suo lavoro fu notato da Kodama Gentarō dell'Esercito imperiale giapponese. Alla fine della guerra, la Cina cedette Taiwan al Giappone con il trattato di Shimonoseki. Kodama divenne Governatore generale di Taiwan, e a Gotō fu chiesto di diventare capo degli affari civili nel suo governo.
Per la sua formazione medica, Gotō credeva che Taiwan dovesse essere governata in base a "principi biologici", ossia che egli doveva anzitutto comprendere le usanze della popolazione taiwanese, come pure le ragioni della loro esistenza, prima di adottare politiche corrispondenti. A tal fine, creò e diresse il Consiglio provvisorio per l'indagine sulle vecchie usanze di Taiwan.
La dipendenza dall'oppio era un problema endemico in Cina al tempo, e Taiwan non faceva eccezione. Gotō raccomandò una politica di "graduale" proibizione dell'oppio. In base a questo schema, l'oppio poteva essere acquistato solo da rivenditori al dettaglio autorizzati. In aggiunta, poiché come risultato le entrate del governo derivanti dalla vendita di oppio divennero estremamente redditizie, Gotō usò le licenze per la vendita di oppio per ricompensare l'élite taiwanese leale all'impero giapponese e coloro che aiutavano nella soppressione del Taiwan Yiminjun, un gruppo armato che resisteva al dominio giapponese. Il piano ottenne entrambi i suoi scopi, la dipendenza dall'oppio calò gradualmente e le attività del Taiwan Yiminjun furono scalzate.
Gotō lavorò per la monopolizzazione statale dello zucchero e della canfora e anche per lo sviluppo delle ferrovie a Taiwan.

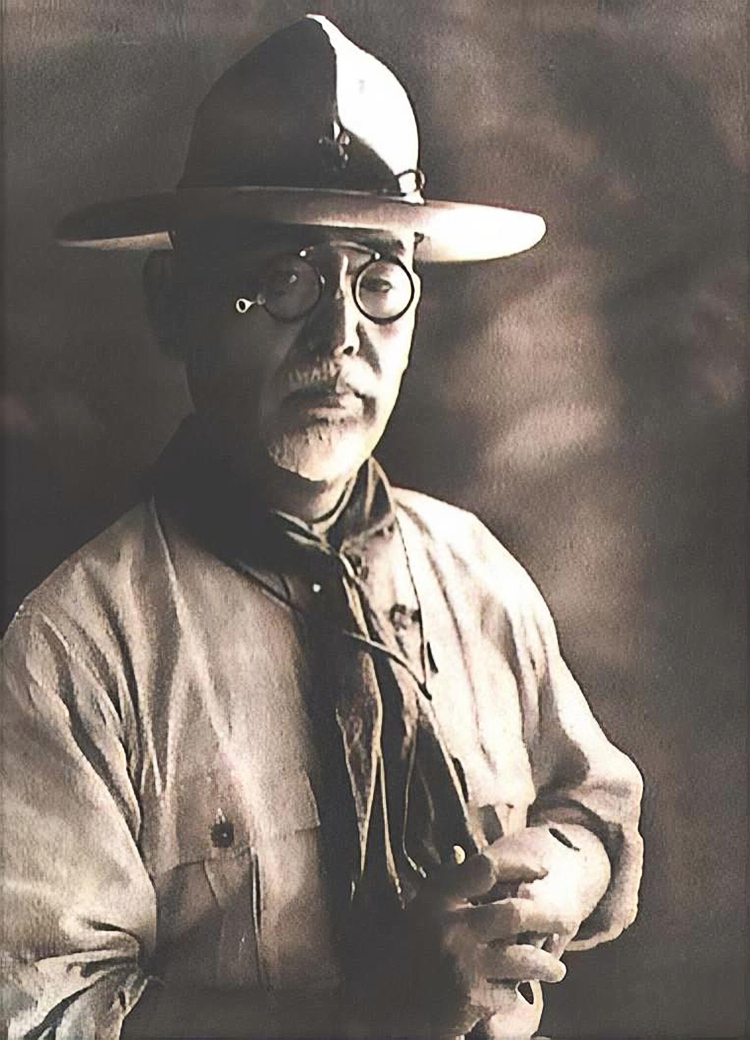
Gotō Shinpei

### Lo statista
Nel 1906, Gotō divenne il primo direttore della Compagnia della Ferrovia della Manciuria del Sud. Nel 1908, fece ritorno in Giappone in qualità di Ministro delle comunicazioni e capo dell'Ufficio delle Ferrovie (Tetsudoin), sotto il secondo governo Katsura. Nel 1912, Gotō divenne direttore dell'Ufficio per la colonizzazione (Takushokukyoku). Stretto confidente del primo ministro Katsura, lo assistette nella formazione del partito politico Rikken Doshikai dopo la crisi politica Taishō nel 1912. Nel 1916, Gotō assunse la carica di Ministro degli interni, e nel 1918 (nel governo Terauchi), quella di Ministro degli esteri.
Convinto assertore del panasiatismo, Gotō spinse per una politica estera giapponese aggressiva ed espansionistica e appoggiò fortemente l'Intervento siberiano. Fu poi sindaco di Tokyo nel 1920, e di nuovo Ministro degli interni nel 1923, contribuendo alla ricostruzione di Tokyo in seguito al Grande Terremoto del Kanto, durante questo periodo conobbe il futuro presidente delle ferrovie giapponesi Shinji Sogō, influenzandolo notevolmente.
Nel 1924, l'Istituto di ricerca sugli orologi Shokosha, precursore della Citizen Watches, produsse il suo primo orologio da tasca e lo presentò al sindaco di Tokyo, Gotō Shinpei. Gotō chiamò l'orologio citizen, cioè "cittadino", nella speranza che l'orologio, allora un articolo di lusso, potesse un giorno diventare ampiamente disponibile per i comuni cittadini.
Gotō morì di emorragia cerebrale nel 1929. I suoi documenti sono conservati nel Gotō Shinpei Memorial Museum, che è situato nel suo luogo di nascita, la città di Mizusawa, nella prefettura di Iwate.

## Scautismo
Gotō fu nominato primo Capo Scout del Giappone ed incaricato di ricostruire l'organizzazione. Come Ministro delle ferrovie, il conte Gotō viaggiava in tutto il paese, e fu quindi in grado di promuovere lo scautismo in tutto il Giappone nel suo tempo libero.